# 植田美与志
植田 美与志（うえだ みよし、旧字体：植田 美與志）は拓殖大学理事長。

## 略歴
- 1964年（昭和39年）　第8代拓殖大学学友会長就任
- 1966年（昭和41年）　同辞任
- 1970年（昭和45年）　学校法人拓殖大学理事長就任
- 1978年（昭和53年）　同辞任。応援団しごき事件を受け引責辞任した豊田総長の後任として総長事務取扱となる[1]。
- 1979年（昭和54年）　高瀬侍郎の総長就任に伴い、事務取扱を辞任。

### 総長事務取扱時代
1978年の応援団しごき事件後、総長事務取扱の職を受けて学内から暴力追放運動を指揮。1年の間に異様な学ランなどの服装や「オッス」のあいさつ禁止、国士舘大学学生と歌舞伎町で衝突した29人を一度に退学させるなど、学風を大きく転換させた。